# 대학원

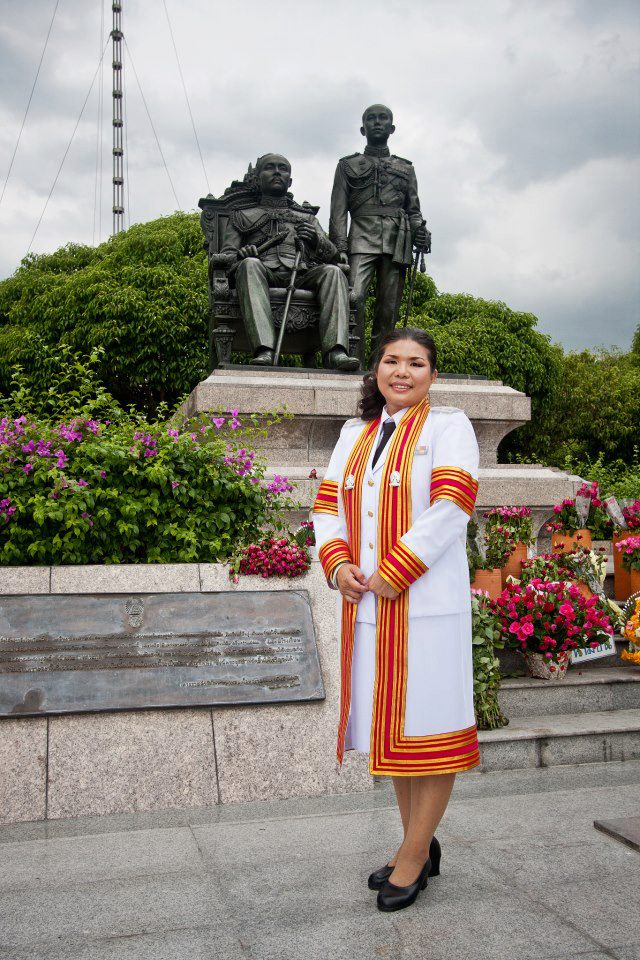

대학원(大學院, graduate school)은 대학을 졸업한 사람(학사)이나 그와 동등 이상의 학력을 가진다고 인정된 사람을 대상으로, 심화된 학술 이론과 실험을 교수, 연구하는 과정이다. 석사, 박사 등의 상급 학위를 수여한다. 유럽 문명의 대학원은 좋은 대학에서 귀족들이 인정하는 학위를 수여받은 교수나 박사가 귀족 비슷한 존재라 개인적 평가나 면접의 영향력이 강하나 시험의 전통이 강한 중국에서는 대학원도 많은 사람들이 한정된 자리를 놓고 경쟁하는 수능과 비슷한 시험이 일반적이며 이는 과거 중국의 영향으로 비슷한 문화가 있는 대한민국이나 일본조차 유럽식 대학원제를 도입했기 때문에 세계적으로도 매우 특수하다.

## 개념
대학교육의 목적을 심층 추구하는 동시에 학술연구의 지도능력과 독창력을 함양하기 위하여, 대학과정보다 한층 더 심오한 연구와 교수(敎授, 학문이나 기술, 기예의 가르침을 의미)를 실시하는 교육기관으로 국가에 따라 그 주요기능을 연구에 두기도 하고 연구와 교수에 두기도 하나 미국이나 대한민국은 연구와 교수에 역점을 두고 있다. 대한민국의 경우 대학원은 단과대학과 종합대학에 설치되며 구체적인 세칙은 대학원 규정으로 정해져 있다.

## 역사
대한민국의 대학원은 1946년에 시행된 신학제에서 의과대학을 제외한 일반 대학에 1년 이상의 대학원 과정을 설치할 수 있도록 하였으나 시행되지 못하였으며, 1949년 12월 「교육법」에 의해 처음 실시되었다. 그 뒤 1952년의 「교육법 시행령」을 통해서 학위종류, 수학연한 등 제도적 기틀이 마련되었으며, 1997년에 제정·공포된 「고등교육법」과 1998년의 「고등교육법 시행령」에 근거해서 현재는 운영되고 있다.
그러나 이것은 일반대학원에 한한 것이었으며, 특수대학원은 1959년 「국립학교설치령」의 개정에 따라 서울대학교에 행정대학원과 보건대학원이 설치된 것이 그 효시이다. 행정대학원과 보건대학원은 일명 ‘서울대-미네소타 프로젝트’라고 불리는 미국의 대한교육원조 사업의 일환으로 설립되었으며, ‘대학교육의 목적을 정심하게 추구하는 동시, 장차 행정기관과 보건위생사업에 종사할 인재를 양성훈련’이라는 전문인력 양성을 목적으로 하였다.
행정대학원과 보건대학원은 각각 법과대학과 의과대학 소속으로 출발하였으나, 곧바로 단과대학에서 독립하여 독자적인 대학원이 되었다. 그 뒤 서울대학교를 비롯하여 각 대학에 교육대학원·경영대학원·행정대학원·산업대학원 등이 설치되었으며, 1960년대 이후 대학원 수가 급격히 증가되었다.
전문·특수대학원은 교육대학원·법무대학원·경영대학원·행정대학원·산업대학원·신학대학원·국제대학원·환경대학원·보건대학원·산업미술대학원·정보대학원·신문방송대학원·통역대학원·정보통신대학원, 의학전문대학원, 치의학전문대학원, 약학전문대학원 등에 더하여, 2006년부터는 「고등교육법 시행령」 22조 2항에 의거  2006년 6월 7일에 신설되었고 경영등관련전문대학원, 경영전문대학원, 금융전문대학원, 물류전문대학원, 법학전문대학원은 「법학전문대학원 설치운영에 관한 법률」에 의거 2008년 2월 29일 25개 대학에서 신설되어 운영되고 있다. 또한 2008년 3월 1일 부산대학교에서 국내 최초로 국립 한의학전문대학원을 설치하였다.
특히 「법학전문대학원 설치운영에 관한 법률」 제 8조에 의거 법학전문대학원은 기존의 사법고시 제도를 보완하고 다양한 전문 분야의 법조인 양성을 위한 제도로서, 법학전문대학원 설치 대학의 경우 학부과정에서 법학에 관한 학사학위과정을 둘 수 없도록 제한하고 있다.

## 과정
- 석사 과정
- 박사 과정

## 분류
- 일반대학원
- 전문대학원 - 전문 직업 영역 (법학, 의학, 경영학 등)
- 특수대학원 - 직업인 및 일반 성인 대상 (석사 과정)

## 같이 보기
- 법학전문대학원

## 참고 자료
- 한국교육십년사 간행회.《한국교육십년사》. 서울: 풍문사, 1960.
- 김종철 외.《한국고등교육의 실태(1945-1972)》. 서울: 문교부교육정책심의회 고등교육분과위원회, 1973.
- 서울대학교 50년사 편찬위원회. 《서울대학교 50년사》. 서울: 서울대학교 출판부, 1996.
- 이광주. 《대학사》. 서울: 민음사, 1997.
- 김기석, 우용제. 〈한국대학 발전궤적에 나타난 미국대학: 서울대의 경우〉. 《미국학》. 제31집 2권, 2008.
- 김기석. 《한국고등교육 연구》. 서울: 교육과학사, 2008.
- 한국교육개발원. 《교육통계연보: 1965-2009년》. 서울: 한국교육개발원, 2010.
- 김명진. 《1950년대 고등교육 협력에 관한 연구》. 서울대학교 박사학위논문, 2009.